# Pierre Boulez

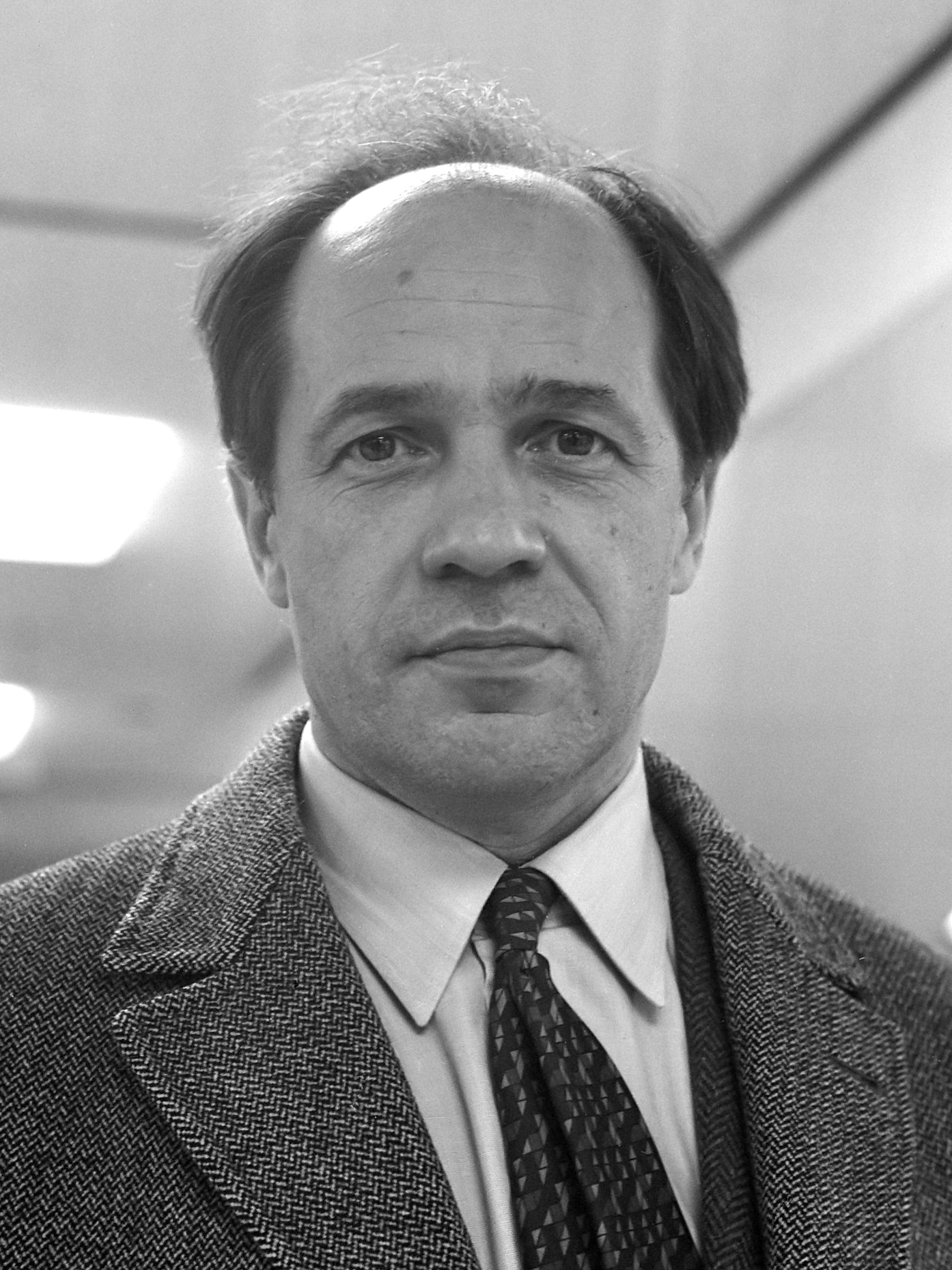
Pierre Boulez w 1968 roku

Pierre Boulez (ur. 26 marca 1925 w Montbrison, zm. 5 stycznia 2016 w Baden-Baden) – francuski kompozytor, dyrygent i organizator życia muzycznego.
Uznawany za jednego z najwybitniejszych współczesnych dyrygentów. Ma na swoim koncie wiele występów i nagrań muzyki, głównie romantycznej, współczesnej i chóralnej.
Był jednym z głównych twórców powojennej awangardy, związanym z serializmem oraz muzyką elektroniczną. Sławę międzynarodową zdobył jako dyrygent, najpierw jako promotor Domains Musicales w swej ojczyźnie, następnie zostając gościnnym dyrygentem Cleveland Orchestra w 1967, a rok później – dyrektorem BBC Symphony Orchestra (do 1974) i New York Philharmonic (do 1977). W 1970 na zaproszenie prezydenta Francji Georges’a Pompidou został dyrektorem Institut de Recherche et de Coordination Acoustique/Musique (IRCAM) i sprawował tę funkcję do 1991. W 1976 r. założył Ensemble InterContemporain, zespół muzyczny specjalizujący się w wykonawstwie muzyki nowej, działający przy Philharmonie 2 w Paryżu.
W 1985 został laureatem prestiżowej duńskiej Nagrody Fundacji Muzycznej Léonie Sonning. W 2009 roku otrzymał Nagrodę Kioto w dziedzinie sztuki i filozofii.

## Odznaczenia
- 1975 – Order Pour le Mérite (Niemcy)[3]
- 1979 – Honorowy Komandor Orderu Imperium Brytyjskiego (Wielka Brytania)[4]
- 1983 – Odznaka Honorowa za Naukę i Sztukę (Austria)[5]
- 2001 – Krzyż Wielki Orderu Świętego Jakuba od Miecza (Portugalia)[6]
- 2012 – Złoty Medal „Zasłużony Kulturze Gloria Artis” (Polska)[7][8]

## Kompozycje
| Dzieła kompozytorskie | Dzieła kompozytorskie                                                    | Dzieła kompozytorskie                                       |
| Lata pracy            | Tytuł dzieła                                                             | Forma muzyczna                                              |
| --------------------- | ------------------------------------------------------------------------ | ----------------------------------------------------------- |
| 1972 -1974            | …explosante-fixe…                                                        | Utwór na instrumenty elektroniczne i tradycyjne             |
| 1944 -1945            | Nocturne                                                                 | Nokturn na fortepian                                        |
| 1944 -1945            | Preludium, Tokata i Scherzo                                              | Utwór fortepianowy                                          |
| 1945                  | Notations zestaw dwunastu utworów                                        | Utwór fortepianowy                                          |
| 1945                  | Psalmodies, zestaw trzech utworów                                        | Utwór fortepianowy                                          |
| 1945                  | Theme and Variations                                                     | Utwór fortepianowy                                          |
| 1945 -1946            | Kwartet na 4 fale Martenota                                              | Muzyka elektroniczna                                        |
| 1946                  | Sonata fortepianowa No. 1                                                | Sonata                                                      |
| 1946                  | Sonatina na flet i fortepian                                             | Sonatina                                                    |
| 1946                  | Le visage nuptial na alt, sopran, 2 fale Martenota, fortepian i perkusję | Utwór wokalno-instrumentalny                                |
| 1947 -1948            | Sonata fortepianowa No. 2                                                | Sonata                                                      |
| 1948                  | Le soleil des eaux                                                       | Musical                                                     |
| 1948 -1961            | Livre pour quatour                                                       | Kwartet smyczkowy                                           |
| 1950                  | Essais trzy utwory                                                       | Utwór na perkusję                                           |
| 1950 -1951            | Polyphonie X                                                             | Utwór kameralny                                             |
| 1950 -1965            | Le soleil des eaux                                                       | Utwór wokalno-instrumentalny                                |
| 1951 -1952            | Etudes                                                                   | Muzyka elektroniczna                                        |
| 1951 -1952            | Structures I                                                             | Duet fortepianowy                                           |
| 1951 -1989            | Le visage nuptial                                                        | Utwór wokalno-instrumentalny                                |
| 1953 -1955            | Le marteau sans maître                                                   | Utwór wokalno-instrumentalny                                |
| 1955                  | Orestie                                                                  | Musical                                                     |
| 1955                  | Symphonie mécanique                                                      | Muzyka filmowa                                              |
| 1955 -1963            | Sonata fortepianowa No. 3                                                | Sonata                                                      |
| 1956 -1961            | Structures, Book II, for 2 pianos                                        | Duet fortepianowy                                           |
| 1957                  | Le crépuscule de Yang Koueï-fei                                          | Musical radiowy                                             |
| 1957 -1958            | Improvisations sur Mallarmé II (trzecia część Pli selon pli)             | Utwór na sopran, harfę, instrumenty klawiszowe i perkusję   |
| 1957 -1962            | Improvisations sur Mallarmé I (druga część Pli selon pli)                | Utwór na sopran i orkiestrę                                 |
| 1958                  | Poésie pour pouvoir                                                      | Muzyka elektroniczna z orkiestrą                            |
| 1958 -1968            | Figures – Doubles – Prisms                                               | Utwór orkiestralny                                          |
| 1959 -1960            | Tombeau (piąta część „Pli selon pli”)                                    | Utwór na sopran i orkiestrę                                 |
| 1959 -1984            | Improvisations sur Mallarmé III (czwarta część Pli selon pli)            | Utwór na sopran i orkiestrę                                 |
| 1960 -1990            | Don (pierwsza część Pli selon pli)                                       | Utwór na sopran i orkiestrę                                 |
| 1961 -1968            | Domaines, na klarnet i 21 instrumentów w sześciu grupach                 | Koncert na klarnet                                          |
| 1961 -1968            | Domaines                                                                 | Utwór na klarnet solo                                       |
| 1962                  | Mon Faust                                                                | Musical                                                     |
| 1965                  | Éclat                                                                    | Utwór na dziewięciu perkusistów i sześciu instrumentalistów |
| 1968 -1988            | Livre pour cordes                                                        | Utwór na orkiestrę smyczkową                                |
| 1969                  | Pour Dr. Kalmus                                                          | Utwór na flet, klarnet, skrzypce, altówkę i wiolonczelę     |
| 1970                  | Éclat/Multiples (niedokończone)                                          | Koncert na perkusję                                         |
| 1970 -1986            | Cummings ist der Dichter                                                 | Utwór wokalno-instrumentalny                                |
| 1974                  | Ainsi parla Zarathoustra                                                 | Musical                                                     |
| 1974 -1975            | Rituel: In Memoriam Bruno Maderna                                        | Utwór orkiestralny                                          |
| 1977                  | Messagesquisse                                                           | Koncert skrzypcowy                                          |
| 1978 -1980            | Notations I-IV                                                           | Utwór orkiestralny                                          |
| 1980 -1984            | Répons                                                                   | Muzyka elektroniczna z zespołem instrumentalnym             |
| 1982 -1995            | Dialogue de l'ombre double                                               | Muzyka elektroniczna z zespołem instrumentalnym             |
| 1984                  | Dérive I                                                                 | Utwór na zespół instrumentalny                              |
| 1985                  | Mémoriale                                                                | Koncert na flet                                             |
| 1987 -1992            | Initiale                                                                 | Utwór na orkiestrę dętą                                     |
| 1988 -1990            | Dérive II                                                                | Utwór kameralny                                             |
| 1991                  | Anthèmes                                                                 | Utwór na skrzypce solo                                      |
| 1991 -1993            | …explosante-fixe…                                                        | Muzyka elektroniczna z zespołem instrumentalnym             |
| 1995 -1998            | sur Incises                                                              | Utwór na zespół instrumentalny                              |
| 1997                  | Anthèmes II                                                              | Utwór na skrzypce i instrument elektroniczny                |